# The Halfway House Orchestra

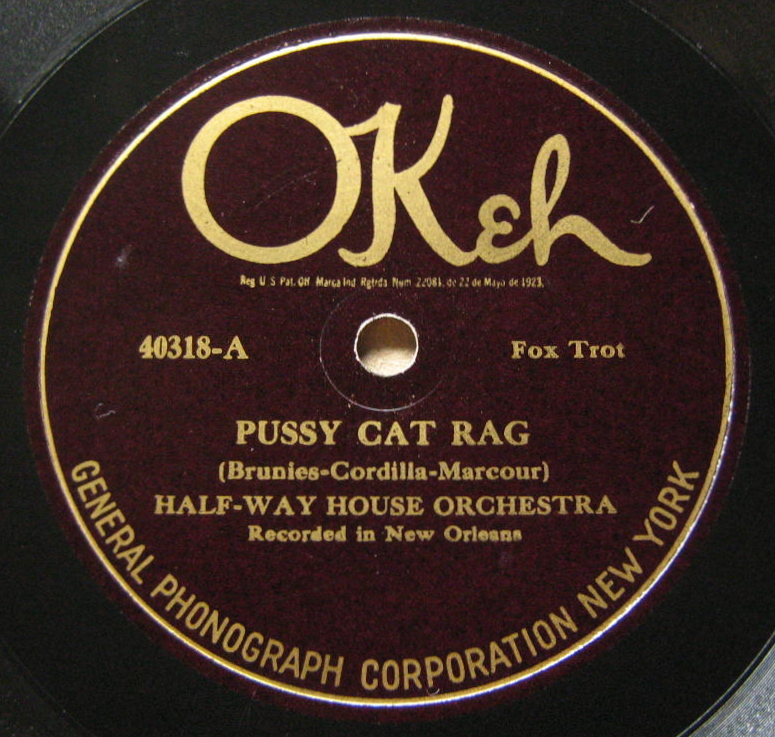
78er von Okeh Records des Halfway House Orchestra: „Pussy Cat Rag“, aufgenommen am 22. Januar 1925

The Halfway House Orchestra war eine US-amerikanische Jazzband des New Orleans Jazz. Sie bestand von 1919 bis 1928.

## Bandgeschichte
Das Halfway House Orchestra war eine der ersten Bands der Ära des New Orleans Jazz und eine der wenigen Bands, von denen Schallplattenaufnahmen in dieser Zeit entstanden. Gründer dieser Hausband des Clubs „Halfway House“
war der Kornettist Albert „Abbie“ Brunies (1900–1978), der aus einer berühmten New Orleanser Musikerfamilie stammte; er leitete das Orchester von 1919 bis um 1928. 1925 wurden erste Aufnahmen für das Label Okeh Records eingespielt. Weitere Musiker, die in dieser Formation spielten, waren auch Mitglieder der New Orleans Rhythm Kings wie Charlie Cordella, Mickey Marcour, Leon Rappolo, Bill Eastwood, Joe Loyacano und Leo Adde. 1928 entstanden weitere Aufnahmen für Columbia, bei denen vor allem der Klarinettist Sidney Arodin als Solist hervortritt.

## Diskographische Hinweise
- The Halfway House Orchestra: The Complete Recordings in Chronological Order (Jazz Oracle, 1925–1928)